# テクノ・ポピュリズム
テクノ・ポピュリズムは、ポピュリズムの一種で、名前通りテクノクラートを支持するポピュリズムと、特定のテクノロジー（情報など）に関するポピュリズム、またはデジタルメディアを使用して会話されるポピュリズムイデオロギーのいずれかである。テクノ・ポピュリズムは、それぞれ単一の政治家または政治運動全体によって使用される可能性があり、同様の意味で使用される近隣の用語としては、テクノクラティック・ポピュリズム、テクノロジー・ポピュリズム、サイバー・ポピュリズムがある。イタリアの五つ星運動や、フランスの「再生」は、テクノ・ポピュリズム政治運動として説明されている。 

## 概要
テクノ・ポピュリズムは、テクノロジーとポピュリズムを組み合わせた新しい意味を導き出すための造語であるか、テクノクラートとポピュリズムを使った造語である。